# Breve chronicon Northmannicum
Breve chronicon Northmannicum constituie o scurtă cronică anonimă, redactată în limba latină și referitoare la Cuceririle normande în Italia de sud. Se presupune că scrierea ar fi fost realizată în Apulia la începutul secolului al XII-lea.
Cronica acoperă perioada anilor de la prima "invazie" a normanzilor în Italia  asupra Apuliei până la moartea lui Robert Guiscard, petrecută în 1085. Deși cândva considerată ca o sursă credibilă, acuratețea și autenticitatea cronicii au fost puse la îndoială de către André Jacob, care o consideră drept un fals realizat în secolul al XVIII-lea de către Pietro Polidori. Potrivit istoricului John France, care pare insensibil la argumentele lui A. Jacob, cronica s-ar fi bazat în mare măsură pe tradiția orală și ar fi fost la rândul său utilizată pe larg de către anonimul autor al Chronicon Amalfitanum și de către Romuald Guarna.
Prima ediție a Chronicon a fost publicată de către Ludovico Antonio Muratori în al V-lea volum al Rerum italicarum scriptores (1724) sub titlul de Breve chronicon Northmannicum de rebus in Iapygia et Apulia gestis contra Graecos. Textul folosit de către editor a fost păstrat într-un codice din secolul al XII-lea sau al XIII-lea. În 1971 a fost publicată o nouă ediție, îngrijită de Errico Cuozzo în vol. 83 al Bollettino dell'Istituto storico italiano per il Medioevo. 